# Losar de la Vera
Losar de la Vera – gmina w Hiszpanii, w prowincji Cáceres, w Estramadurze, o powierzchni 82,08 km². W 2011 roku gmina liczyła 2841 mieszkańców.